# 新疆歷史
新疆自古就有人类活动的迹象，为中亚诸多民族活动的场所。新疆最早的居民是属塞种，後受汉人、突厥人及回鹘人壓力，只分布於中亚，其代表性民族是斯基泰人。他們發展出發達的游牧文化。公元前1世紀新疆，成為首個統治新疆的非本地勢力。及後漢朝和匈奴不斷爭奪新疆的統治權。汉宣帝神爵二年（前60年），汉廷在龟兹建立西域都護府，使得今日新疆地区各國首次被被納入中原王朝的版圖。6世纪后，新疆人种和语言逐渐回鹘化。11世纪后，因為伊斯蘭教的傳播开始出现穆斯林民族；而11世纪后新疆开始伊斯兰化后，经历过一系列大大小小国家政权统治。18世纪中叶，当地的准噶尔汗国被清帝国征服，其故地被纳入清朝领土并被重新命名为“新疆”。现在则属于中华人民共和国的新疆维吾尔自治区。

## 史前時代
考古发现新疆的上古文明可能由塞种人创造，也是媒体中经常提及的西域印欧人。如《史记 大宛列传》和《汉书 西域传》中记载的楼兰古国，早在公元前2世纪以前，楼兰就是西域一个著名的“城廓之国”。它东通敦煌，西北到焉耆、尉犁，西南到若羌、且末。古代“丝绸之路”的南、北两道从楼兰分道。《漢書·張騫傳》：“月氏已為匈奴所破，西擊塞王。塞王南走遠徙，月氏居其地。”斯基泰即古伊朗碑銘及希臘古文獻中所載Sacae（Sakas）。公元1世紀， 月氏迫使斯基泰向西南遷徙，跨過錫爾河，到達河中地區的粟特地方。

## 早期西域綠洲國家

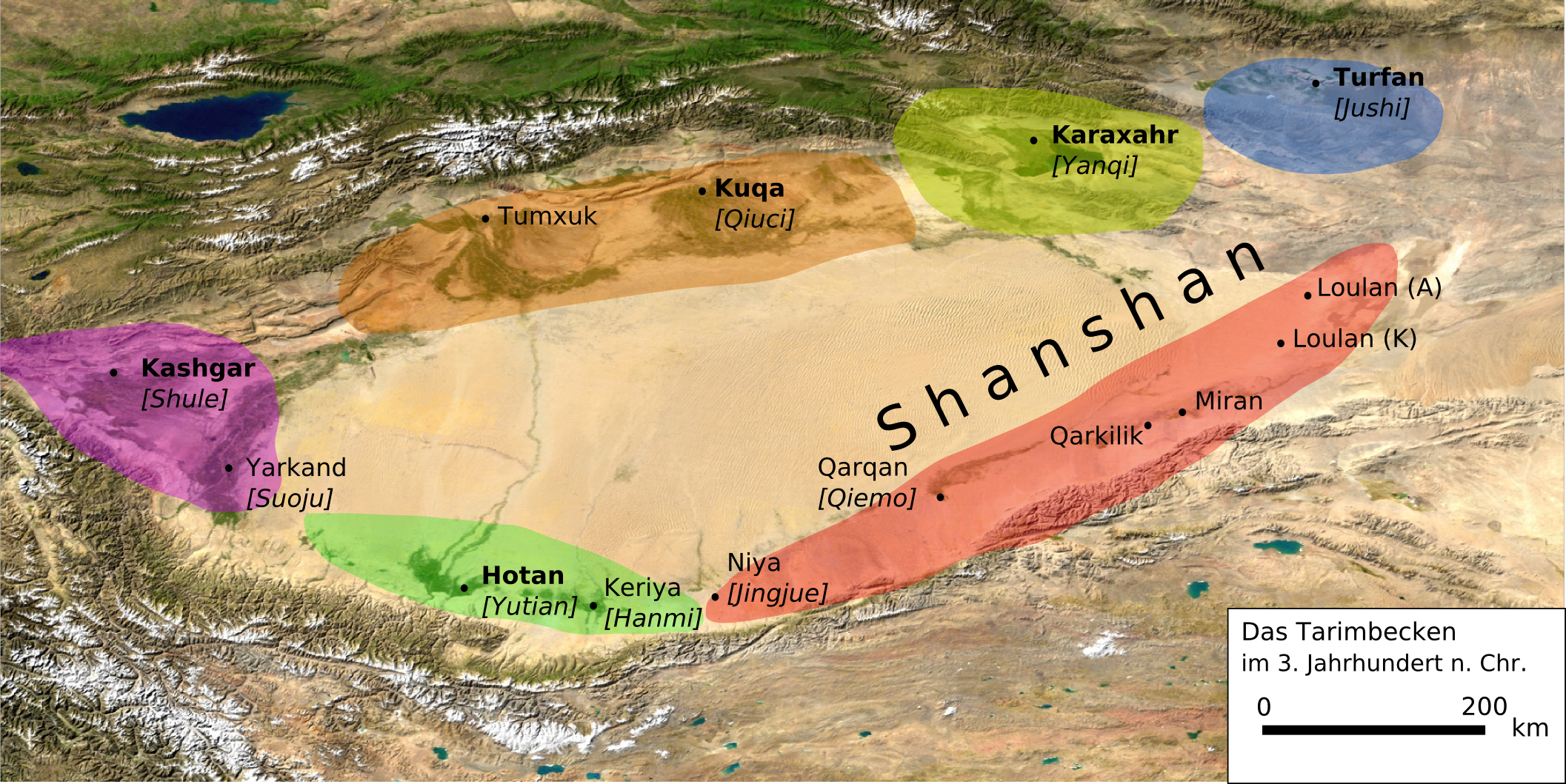
•Kashgar是指疏勒：
•Kuqa是指龜茲：
•Karaxahr是指焉耆：
Turfan:高昌(車師)：
•Hotan:于阗：
•Shanshan是指樓蘭(鄯善)。

### 龜茲
11世紀末，回鶻的黑汗王朝改宗伊斯蘭教，對西域諸佛國發起了曠日持久的「聖戰」。14世紀，改宗伊斯蘭的察合台汗禿忽魯帖木兒對龜茲的佛教教徒進行了殘酷的迫害，對佛教文化進行了毀滅性的破壞。佛教寺院廟宇被拆毀，佛像被搗毀，佛教經典文獻被焚燒，佛教教徒被屠殺，具有千餘年歷史的龜茲佛教文化被破壞殆盡。當地佛教僧侶或被迫接受伊斯蘭教，或逃往異國他鄉，或抗拒被殺。

### 樓蘭（鄯善）
早在前2世紀以前，樓蘭就是西域一個著名的「城廓之國」。它東通敦煌，西北到焉耆、尉犁，西南到若羌、且末。古代「絲綢之路」的南、北兩道從樓蘭分道。前77年，漢朝使者傅介子刺殺樓蘭王常歸，改立其親漢弟弟尉屠耆為王，改國號鄯善。

### 于阗
于闐地處塔里木盆地南沿，東通且末、鄯善，西通莎車、疏勒，盛時領地包括今和田、皮山、墨玉、洛浦、策勒、于田、民豐等縣市，都西城（今和田县约特干遗址）。

### 車師（高昌）
车师，古代中亚东部西域城郭诸国之一。国都交河（今中国新疆吐鲁番西北）。东南通往敦煌，向南通往楼兰、鄯善，向西通往焉耆，西北通往乌孙，东北通往匈奴，是丝绸之路上的重要商站。从考古发掘上来看，国人操突厥语系Oguz（乌古斯）语支。古代车师人的种族还未完全研究清楚，头骨上显示高加索人种与蒙古人种的特征（来源请求，“高加索人种”“蒙古人种”均为19世纪哥廷根历史学派的种族主义分类法）。有人说他们也是铁勒。
高昌，位于今日的新疆吐鲁番地区，是古时西域交通枢纽。公元5世纪中叶至7世纪中叶，在这个狭窄的吐鲁番盆地中，曾先后出现四个独立王国，分别是阚氏高昌、张氏高昌、马氏高昌及麴氏高昌。唐贞观二年（628年），著名高僧玄奘曾途经高昌。唐贞观十三年（640年），设高昌县。到840年漠北回鶻國崩，一部份回鶻人佔據高昌建國，即高昌回鶻。

### 焉耆
焉耆又称乌夷、阿耆尼，新疆塔里木盆地東北部古国，在今新疆维吾尔自治区焉耆回族自治县附近。

### 疏勒
疏勒，古代西域绿洲国家-疏勒王国之地。古代居民属印欧种，似操印欧语系语言，自9、10世纪，人种和语言逐渐回鹘化。

### 其他國家
康居，古代生活在中亚地区（包括新疆西部）的游牧民族，活动范围主要在今哈萨克斯坦南部及锡尔河中下游。公元前2世纪，控弦者八九万人；前1世纪末年，人口达六十万，拥有军队十二万，以卑阗城为中心（今塔什干或奇姆肯特）。和所有游牧民族一样，康居人随季节的变化而迁徙。冬季他们南下于锡尔河一带，夏季北上至“蕃内”，两地相距数千里之遥。他们是伊朗人种。康居本身是突厥与斯基泰人的一联盟，现在愈来愈多人认为他们与蒙古时期的康里人有关，他们也成为哈萨克汗国大玉兹的主体。他们与乌孙构成联盟，是哈萨克人的重要族源。
月氏，公元前3世紀至公元1世紀住在北亞，並經常與匈奴發生衝突，其後西遷至中亞。

## 漢與匈奴爭奪
- 前209年，匈奴冒顿单于即位，尔后统一漠北，歼灭河西的月氏，宾服西域三十六国，进军中原。
- 公元前138年，汉武帝决心联合西域各国，夹击匈奴，遂使张骞出使西域，前后两次，皆为匈奴所虏，竟得脱。前115年，张骞第二次出使西域归来。此后汉朝与西域之间连接起了丝绸之路。汉宣帝神爵二年（前60年），汉廷在龟兹建立西域都護府，使得今日新疆地区各國首次在名義上处于中原王朝的附属國的地位，但維持不久。
- 烏孫，西漢時由游牧民族烏孫在西域建立了行國，位於巴爾喀什湖東南、伊犁河流域，立國君主是獵驕靡。前蘇聯學者認為烏孫文化是塞人（Saka，即薩迦或塞克，斯基泰人）文化的繼承和發展，並稱塞－烏孫文化，烏孫文化時期是前300年－300年。中國新疆社會科學院歷史研究所的學者推斷在先秦时期烏孫自號「昆」，是一個古老的西戎部落，操突厥語，春秋戰國時代與月氏遊牧於河西走廊。首領稱為“昆莫”或“昆彌”。
- 東漢曾設置西域都護府，统治西域諸國，直到公元75年，之後曾在91年到107年間短暫復置。

## 諸國爭鬥時代
- 4世纪初，西晋因来自北方的游牧民族入侵而覆灭，历史进入五胡十六国时期。此间在中国西北部建立了一个又一个的不同民族的国家，包括前凉、前秦、北凉、后凉和西凉。这些政权都试图保持对新疆诸藩的控制。最终鲜卑的北魏重新统一中国北方，控制了今天新疆东南的一部分。疏勒、于阗、龟兹和且末等政权控制了西部，而中央吐鲁番附近则被北凉的延续者高昌所统治。

## 突厥崛起

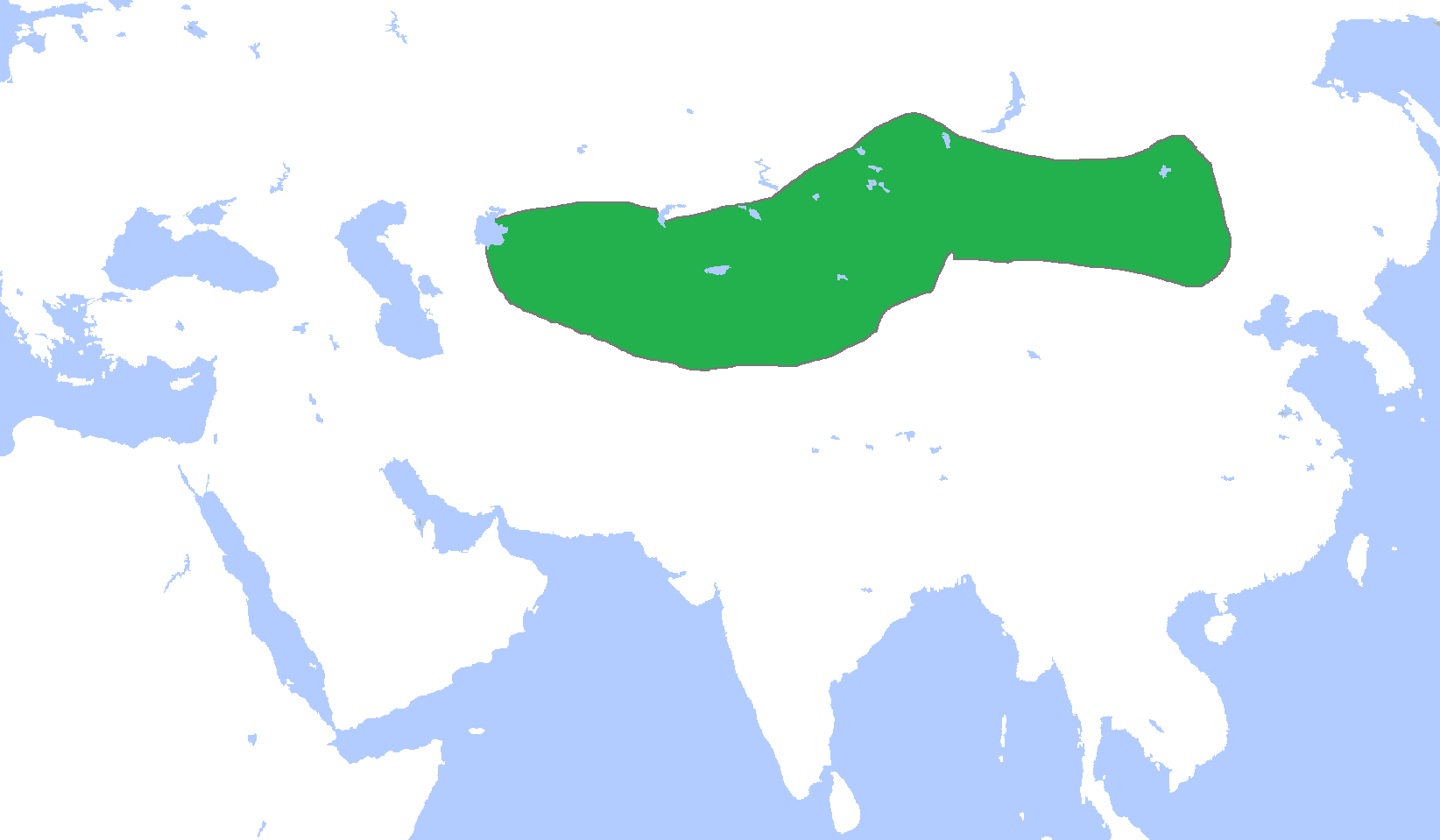
突厥汗国初期的疆域图

- 5世纪末，吐谷浑和柔然开始分别侵入新疆南部和北部，中原政权（北朝）逐渐丧失对此地的控制。从6世纪开始，突厥在阿尔泰山地区崛起，數年间击败柔然，建立了西至里海、东抵大兴安岭、横亘中亚的突厥汗国。583年突厥分裂为东西二部，新疆属西突厥。
- 隋炀帝大业四年（608年），由杨广亲自率领的隋军在打败了连年入侵的吐谷浑之后，控制了今日的新疆东南部。开始之后中原王朝经营西域。

## 唐帝國統治時代
- 唐太宗贞观八年（634年），龟兹、吐蕃、高昌、女国、石国遣使朝贡。贞观二十二年（648年）唐太宗派遣昆丘道副大总管郭孝恪讨伐龟兹，破都城，郭孝恪自留守，龟兹国相那利率众遁逃。那利等率众万余，与城内降胡表里为应攻郭孝恪。郭孝恪中流矢死，将军曹继叔收复都城。贞观二十二年648年设安西都护府，抚宁西域，统龟兹、焉耆、于阗、疏勒四国。安西都护府治所，在龟兹国城内，管戍兵二万四千人。
- 唐太宗贞观十四年（640年），唐军佔領高昌，于该地置西州，又于可汗浮图城（今吉木萨尔）设庭州；同年在高昌设安西都护府，后迁至库车，改置为安西大都护府。在之后的二十年间，唐军发动了对西突厥的一系列远征，在657年西突厥彻底投降，670年安西四镇被吐蕃攻佔，693年武周再次佔領。702年在庭州设置北庭都护府，后又升为北庭大都护府，管理天山北麓及新疆东部地区的军政事务，而安西大都护府管理天山南部和葱岭以西的广大地区。唐玄宗开元年间，曾在两大都护府之上设碛西节度使，是当时全国八大节度使之一。非汉民聚居区，则设置羁縻府州。同时，还在龟兹、阗、疏勒、碎叶（一度是焉耆）设军事建制，史称安西四镇。
- 唐高宗麟德四年（667年）吐蕃陷白州等一十八州，又陷龟兹拨换城。唐朝罢安西四镇。上元中（675年）龟兹王白素稽献银颇罗、名马。

## 吐蕃入侵和回紇汗國
- 8世纪中叶安史之乱发生时，吐蕃再次在之后的三十年内逐步控制了天山山脉南部的和河西走廊的广大地区，甚至在763年攻占并洗劫了唐朝京城长安。同时，回紇人改族称为回鹘，之后回鹘人控制漠北漠南甚至到中亚的广大地区，包括新疆北部。9世纪中叶后，吐蕃和回鹘都衰落下来，这一地区进入混战时期。

## 回鹘西迁时期

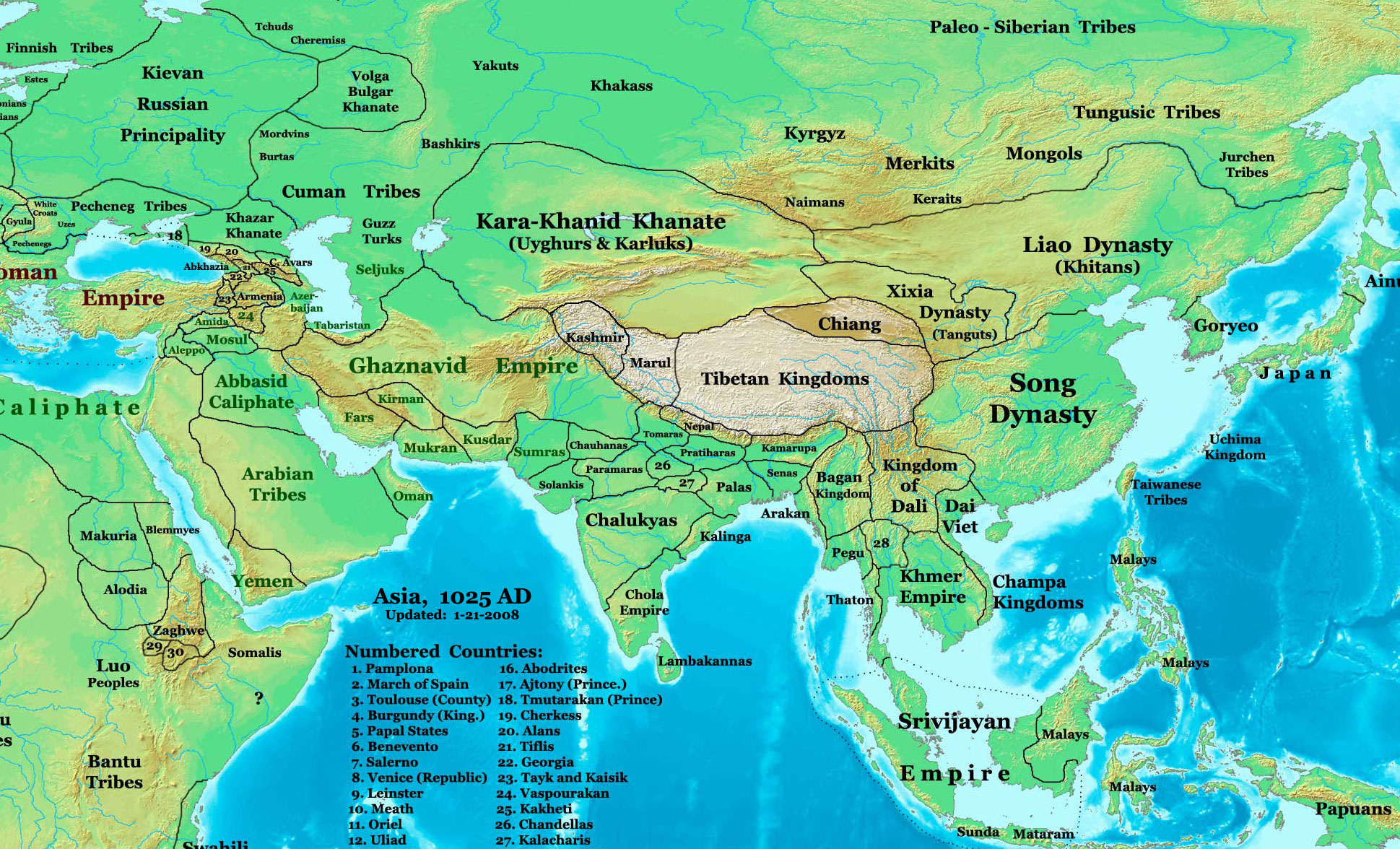
黑汗王国

- 9世纪之后的中原王朝无暇顾及西域，西域出现了几个国家并列存在的局面。其中主要有高昌、黑汗王朝和于阗等地方政权。于阗是古老的塞人居地。唐亡后，于阗尉迟王族执政，与中原地区往来密切，因曾受过唐朝册封而自称李姓。
- 宋朝咸平四年（1001年）、大中祥符三年（1010年）、六年、天禧元年（1017年）、四年、天圣二年（1024年）、七年、九年、景祐四年（1037年）、熙宁四年（1071年）、五年、绍圣三年（1096年），龟兹前后遣使朝贡十二次。
- 黑汗王朝在10世纪和11世纪控制今日的新疆西部，在中文的记载中，黑汗王朝是起源于中亚，有一个首都在喀什；起源于中亚的黑汗王朝虽然是操突厥语的民族建立的第一个穆斯林王朝，但力图保存东方王朝的特色，特别是强调与中原的传统联系。在诸大汗称号中，在诸汗铸造的钱币上，经常有“桃花石·卜格拉汗”、“秦之王”、“秦与东方之王”等称号。桃花石和秦都是中亚地区对中国的称呼。喀什噶尔人马合木的《突厥语辞典》以及中世纪阿拉伯、波斯文献有多处记载，明确地把黑汗王朝东部疏勒所在的喀什噶尔地区与宋（摩秦）、契丹并列，认为三者地緣文化相近。黑汗王朝也有与高昌回鹘（维吾尔人的重要源头）作战，麻赫穆德·喀什噶里的突厥语大词典，有诗把回鹘人说成是最凶恶的异教徒，也因曾支持于阗，两国开战。黑汗王朝后期，阿拉伯字母代替了新疆原住民的回鹘文字母。回鹘的黑汗王朝改宗伊斯兰教，对西域诸佛国发起了旷日持久的“圣战”。
- 回鹘人（今日维吾尔人之祖先之一）住在今日新疆中部高昌一带（应是汉籍中的西州，即高昌回鹘），信仰佛教，并未指明与疏勒的黑汗王朝的关系。

## 西遼
- 1123年，遼朝皇族耶律大石躲避金朝军队追擊，从华北西迁至中亚和新疆，建立西辽政权，以中国自居，统治今日新疆地区八十多年。后扩张到中亚，首都虎思斡鲁朵（吉尔吉斯托克玛克附近的布拉纳城），一时成为中亚强国。西辽上层使用汉语和契丹語，宗教信仰比较自由，各种宗教都有流行，如佛教、萨满教、伊斯兰教、摩尼教和景教等。景教在锡尔河以北流行，犹太教徒主要活动于撒马尔罕。属国的宗教文化，特别是伊斯兰文化，在这一时期得到了比较好的尊重。但已不是唯我独尊，因此出现了阿赫马德·阿萨维的改革运动，争取突厥人入教。1992年在吉尔吉斯坦出土的西辽钱币也使用阿拉伯文。

## 窝阔台和察合台系汗國
- 13世纪上半叶至14世纪初时，新疆的天山以北地区大部分属于蒙古窝阔台汗国。今伊犁河流域曾设置阿里麻里（阿力麻里）行省，但不久就并入察合台汗国。阿姆河南岸曾设立行省，后并入伊儿汗国。今乌鲁木齐一带曾设置别失八里行省，后一度被察合台汗国占据，后期重新成为蒙古人建立的中原王朝元朝的辖地。14世纪，改宗伊斯兰的東察合台汗秃忽鲁帖木儿对龟兹的佛教教徒进行了残酷的迫害，对佛教文化进行了毁灭性的破坏。佛教寺院庙宇被拆毁，佛像被捣毁，佛教经典文献被焚烧，佛教教徒被屠杀，具有千余年历史的龟兹佛教文化被破坏殆尽。当地佛教僧侣或被迫接受伊斯兰教，或逃往异国他乡，或抗拒被杀。
- 葉爾羌汗國是由东察合台汗国汗速檀阿黑麻之子蘇丹賽德在1514年於原察合台汗國的舊地上創立的一個國家，可认为是东察合台汗国的延续。至1680年成為準噶爾汗国的附屬國，在17世紀末策妄阿拉布坦時期消亡。

## 準噶爾汗國

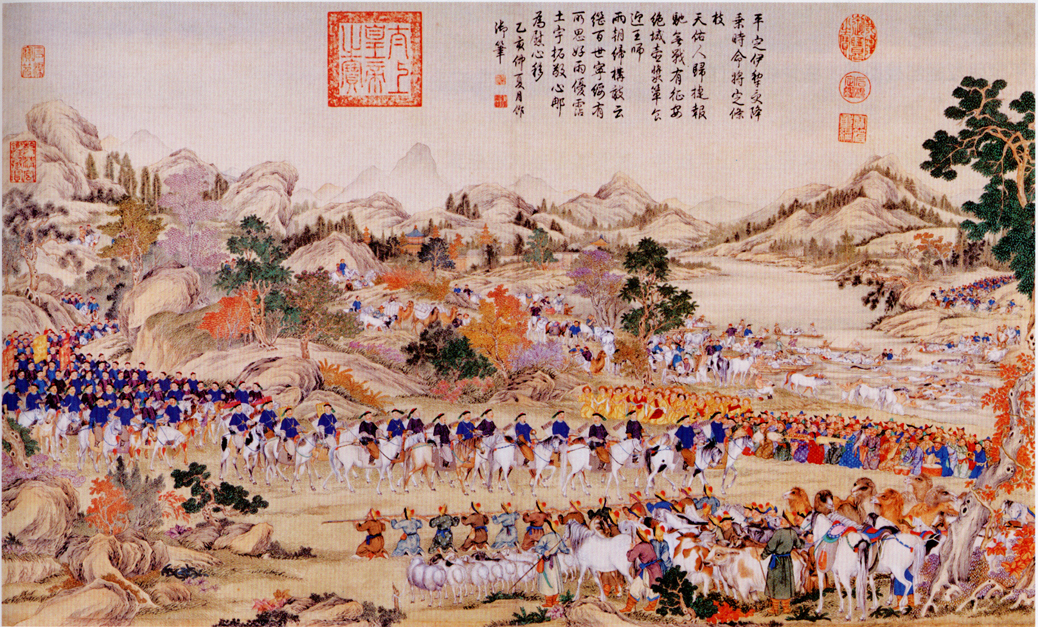
清軍攻佔伊犁

- 明朝初年为防范漠北的鞑靼和瓦剌势力於哈密等地區設置衛所；16世紀中葉，吐魯番部強大，1472年，哈密等衛所一度被吐魯番攻破，諸衛內遷，後復，1514年再度被併。15世紀後半期後，西北諸衛全部喪失，明朝最後放棄哈密卫，退守嘉峪關。
- 17世纪，准噶尔（蒙古的一支）以伊犁为基地建立庞大的游牧帝国，即准噶尔汗国。
- 1697年，经过激烈的战争后，清军联合策妄阿拉布坦击败了准噶尔汗国大汗噶尔丹，立其为新准噶尔大汗，控制了新疆东部。隨後將天山南路（回部）置於直接統治之下。1727年策妄阿拉布坦之子噶尔丹策零即位，1745年因瘟疫爆发染病而终。其次子策妄多尔济那木扎尔遂即位，但因不善执政使得准噶尔国内动乱。噶尔丹策零长子喇嘛达尔扎1750年杀弟夺权，众人亦不服。达瓦齐遂于1753年夺权并任至1755年，期间与其手下策妄阿拉布坦外孙阿睦尔撒纳反目。1755年，阿睦尔撒纳降于清廷，攻占固勒扎，大破达瓦齐。阿睦尔撒纳自命准噶尔大汗，并求助于俄国，圖謀恢復獨立。

- 阿帕克和卓掌握葉爾羌汗國的實際權力，此家族影響力一直延續到1759年。

## 大清帝國時代
- 1755年，清朝軍队在兆惠、阿桂等将领指挥下滅準噶爾，三年後又消滅阿睦爾撒納勢力，西域底定。乾隆帝把這片土地命名為「新疆」，取名為新闢疆土，出自1760年乾隆帝给陕甘总督杨应琚的谕令:“新辟疆土如伊犁一带，距内地远，一切事宜难以遥制[1]。”

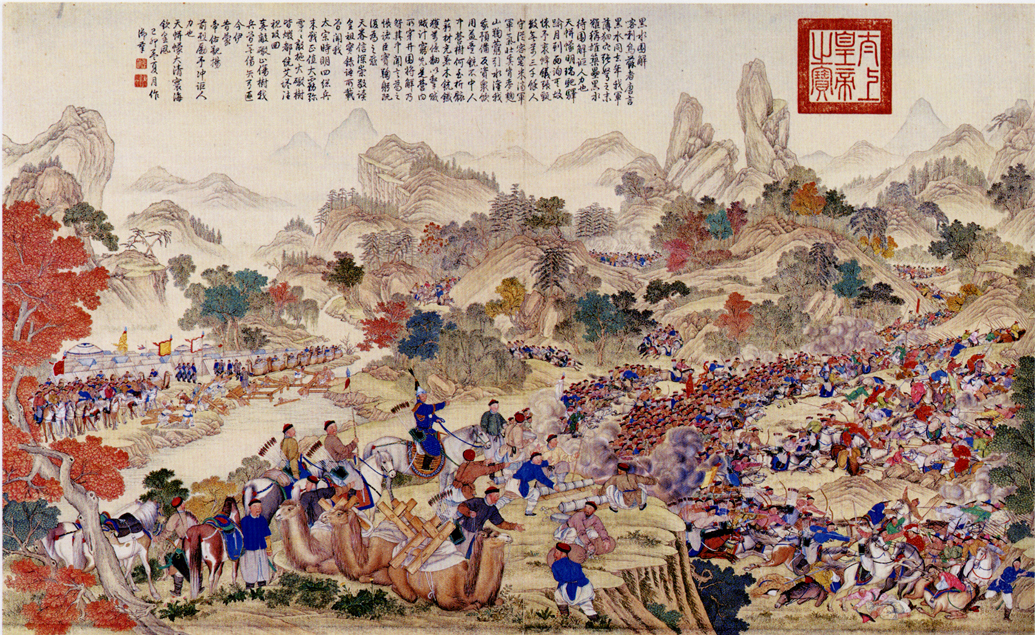
清軍在葉爾羌與大小和卓交戰

- 1759年，清朝平定回部的大小和卓之亂，采用伯克制和军府制，開始統治南疆。其后大和卓之孙和卓玉素普、张格尔等数次回国叛乱。回部之前在准噶尔暴力统治之下。而准噶尔部的灭亡也导致新疆及中亚部分（吉尔吉斯斯坦全部，塔吉克斯坦、乌兹别克斯坦部分，哈萨克斯坦东部）完全伊斯兰化。之前此区域统治民族准噶尔部蒙古全民信奉藏传佛教。1762年，清朝在伊犁设立伊犁将军，统一行使对天山南北各地的军政管辖。并调遣东三省的锡伯营、索伦营与蒙古察哈尔八旗和厄鲁特营屯驻。
- 1826年大和卓之孙张格尔依附英国叛乱，后被擒至北京处死。
- 1862年至1873年，同治回乱（陕甘回变），在中国陕西、甘肃爆发的一次境内的回族对汉族之间的仇杀。它维持了十年多，波及陕西、甘肃、宁夏、青海和新疆等地区，最后被以汉人湘军为主的清朝军队镇压。而同治回乱的很多穆斯林首领也退到新疆，或借道新疆逃往俄罗斯帝国。
- 与此同时，19世纪中叶，俄罗斯帝国威胁清朝的整个北部边境。1864年的塔城条约将新疆西北部巴尔喀什湖以南大片土地割让给俄国，这些土地现在分别属于哈萨克斯坦、吉尔吉斯斯坦和塔吉克斯坦。
- 1864年，新疆庫車发生叛乱，隨後蔓延到喀什噶爾、伊犁、塔城。1865年春，邻国浩罕汗国的塔吉克人阿古柏从喀什进入新疆，扶持布素鲁克建立哲德沙尔汗国。1867年，阿古柏将“哲德沙尔汗国”改稱“洪福汗国”，自命为汗，攻占库车、库尔勒，佔領天山以南的南疆，介入英俄的大博弈，得到英俄两国支持。随着阿古柏的扩张，大批乌孜别克族人进入新疆，成為今天新疆一個重要的少數民族之一。而南疆的傳統民族維吾爾族也進入北疆，成為全新疆的主要民族之一，在此前蒙古族在北疆自元朝來一直佔據主要民族的地位。
- 1871年，俄国侵占包括伊犁城（伊宁市）在内的伊犁河谷，当时清朝在新疆只剩下塔城、哈密等少数据点。
- 1875年，清朝陕甘总督左宗棠就任钦差大臣，督办新疆事务。到1877年底，清军陆续收复了中亚浩罕汗国阿古柏侵占了多年的天山南北，史稱「清军收复新疆之战」。1881年，清政府收复被俄国占领长达11年之久的伊犁地区。1884年（光绪十年）11月19日，清政府颁发上谕，任命刘锦棠为新疆巡抚，魏光焘为新疆布政使，标志着新疆省的正式建立。新疆省，实行与中国本部18省一样的行政制度，由巡抚统管全疆各项军政事务，新疆政治中心由伊犁移至迪化（今乌鲁木齐）。[2]

## 中華民國
- 1911年辛亥革命后清朝被中华民国取代，革命党人湖南人劉先俊等在伊犁策动起义，殺了滿人將軍志銳，成立伊犂臨時軍政府。新疆巡抚袁大化電奏清廷保阿克蘇道尹杨增新为新疆都督，自己逃离新疆。杨增新在1912年和軍政府议和，逐渐取得全疆控制，臣服中华民国大总统袁世凯（後為中華帝國皇帝）。革命党人或被杀死，或回到内地。同年在俄罗斯帝国的支持下外蒙古宣布獨立，库伦政府派兵攻打新疆阿爾泰被杨增新派军击败。在杨控制新疆的十六年中，发展生产，新疆人民生活得以改善。

- 1928年6月，黃埔陸軍軍官學校校長兼國民革命軍總司令蔣中正領導的國民革命軍北伐勝利，中華民國國民政府設置「中華民國新疆省」，7月1日杨增新自行就任新疆省政府主席兼总司令，7月7日被刺身亡。11月17日省政务厅长金树仁被南京国民政府任命为新疆省政府主席。1930年代初，和加尼牙孜等人在首先哈密發動暴動，新疆各处起義迭起。
- 1931年8月11日，富蕴县发生8级地震，造成10000人死亡。
- 1933年西北軍閥馬仲英進入新疆，攻打迪化，被新疆督辦公署參謀長盛世才擊敗。同年4月12日在一些不滿金樹仁的軍官利用白俄歸化軍士兵政變，盛世才入主省政府，掌握了全省軍政大權。金樹仁取道蘇聯逃往天津。

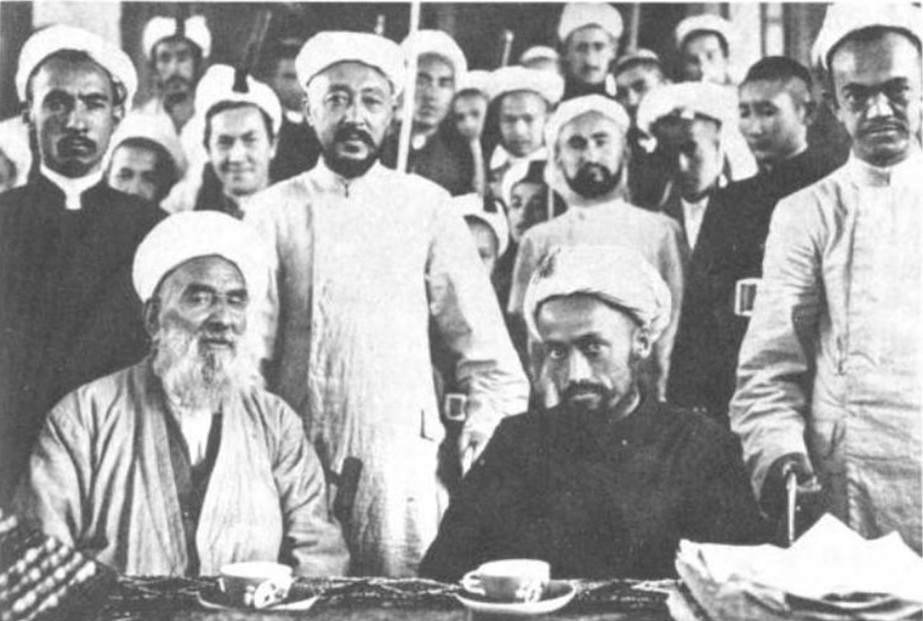
集會中的穆罕默德·伊敏（前排穿黑衣者）

- 民國二十二年（1933年）末，在英國的支持下，和闐人沙比提大毛拉、穆罕默德·伊敏等在疏附成立「東土耳其斯坦伊斯蘭共和國」，次年初被馬仲英所部擊潰。

- 盛世才前期依靠苏联支持巩固政权，还邀请中共陈潭秋、毛泽民、林基路等人到新疆工作。后期和中共决裂，1943年在新疆杀死了共产党人。在整个抗战期间，新疆相对独立，是抗战的大后方。盛世才还派军支持了绥远抗战等战役。

- 1944年，在苏联政府的支持下，新疆再次爆发反对中國国民党统治新疆的“三区革命”（“三区”是指当时新疆的伊犁、塔城和阿勒泰三个地区），并再度打出“东突厥斯坦”的旗号。1944年9月，國民政府軍事委員會委員長兼國民政府主席蒋中正将盛世才调到南京，派吴忠信任新疆省长，并命令马步芳派一个军的骑兵驻扎在新疆各地，对东突厥斯坦独立运动的活动进行镇压。

- 1949年，第二次国共内战末期，在彭德怀的中國人民解放军第一野战军8月26日占领兰州继而占领甘肃全境之后，中華民國國軍在新疆的军政长官陶峙岳、包尔汉等宣布脱离广州的中華民國政府。期间已经投向中國共产党一边的张治中在中斡旋，而中共方面的谈判代表是邓力群。9月25日第一野战军第一兵团在王震将军率领下進入迪化，新疆易手中共，中华民国的统治结束。[3]

## 中華人民共和國
1950年代，随着大量解放军开垦新疆，解放军将领王震申请中共中央组织妇女进疆，7千多名湖南年輕女性被政府安排遠赴新疆天山一帶與幹部及男兵組成家庭。1955年之后，由于支边青年和知识青年大规模进入新疆，中共中央军委的计划实际停止实施，新疆组建新疆生产建设兵团。
- 1997年，新疆发生伊宁二·五事件。

- 2007年以来，中国境内的恐怖主义事件明显增多。新疆维吾尔自治区发生多次发生恐怖性质的袭警、爆炸案件，包括2008年的喀什袭击事件、库车爆炸案和2011年的和田7·18事件、喀什袭击事件等。

- 2010年代，自2014年乌鲁木齐火车南站袭击案件发生之后，中共中央总书记习近平下令兴建新疆再教育营[7]。2017年初开始，多家西方媒体报道称新疆当局已投入100万左右的人到「再教育营」进行封闭式国民教育和职业培训[8][9][10][11]。一些国际人权组织也宣称中国“拘留”上百万人到「再教育营」[12][13][14][15]，但是中国政府公开反驳了外界对於中国新疆社会政策的指控。[16][17]。

欧美西方国家指控中国的新疆再教育營中存在語言及文化清洗，报道称再教育营破坏了维吾尔族等民族的伊斯兰信仰，强迫他们唱红歌、吃猪肉、喝酒，拒绝照做的人会被罚禁食、坐老虎凳以及不让睡觉等。据报道，再教育营内还发生了強制分離孩童父母等行爲，一些妇女表示曾被迫接受绝育手术、否则就会被送到集中营，有学者形容其为“人口灭绝”或“种族灭绝”。而伊斯兰国家普遍反对欧美媒体的说法，例如伊斯兰合作组织（Organisation of Islamic Cooperation）成员国当中，没有一个国家公开指责中国迫害穆斯林。该组织有57个成员国，而且是“穆斯林世界的集体声音”。该组织成员国外长理事会在通过的保护穆斯林权益的决议案中，对中国邀请大会秘书处前往访问表示欢迎，同时“称赞中华人民共和国照顾本国穆斯林公民的努力”，并期待与中国进一步合作。成员国内批评媒体试图“在新疆问题上危言耸听”。巴基斯坦总理伊姆兰·汗接受美国有线电视新闻网（CNN）连线专访。当被问及美国等一些西方国家以“新疆存在种族灭绝”为由不派官方代表出席北京冬奥会时，伊姆兰·汗表示，那里和西方媒体描述的完全不同。2019年，有包括多个伊斯兰国家在内的37国致信联合国，明确支持中国的新疆政策。
2022年8月31日，聯合國人權事務高級專員發表《評估新疆狀況的報告》，指新疆有嚴重侵犯人權情況，並認為虐待維吾爾族的指控可信。報告指出，中國對維吾爾族和穆斯林的待遇可能構成危害人類罪。報告的結論是，該省「發生了嚴重的侵犯人權行為」，報告將其歸因於中國針對維吾爾穆斯林和其他穆斯林少數群體的「反恐和反極端主義戰略的應用」。報告也顯示，「關於酷刑或虐待模式的指控，包括強迫醫療和惡劣的拘留條件，是可信的，對個別性暴力和基於性別的暴力事件的指控也是可信的」。聯合國人權辦公室也在報告中提出的建議，中國政府應迅速采取「釋放所有被任意監禁在新疆維吾爾自治區或任何其它拘留中心的個人」，以及提供確切的位置和下落給拘留者的家屬知道，並幫助建立「安全的溝通渠道」，讓其家人團聚。報告也建議，中國政府應廢除任何不符合國際標准的法律，迅速調查關於在拘留營地和其他拘留設施中侵犯人權的指控，包括關於酷刑、性暴力、虐待、強迫醫療以及強迫勞動和死亡報告的指控。中国政府对此表示反对此任人权高办专员，并称期待新任人权高級专员沃爾克·特克。海外团体有人对报告发表感到欣慰；有人则对报告做得不够深入，没有上升种族灭绝感到失望。